# Angels Camp
Angels Camp, también conocida como City of Angels (anteriormente Angel's Camp, Angels, Angels City, Carson's Creek, y Clearlake) es una ciudad ubicada en el condado de Calaveras en el estado estadounidense de California. Según las estimaciones de 2007 tenía una población de 3.589 habitantes y una densidad poblacional de 460.1 personas por km².

## Geografía
Angels Camp se encuentra ubicada en las coordenadas 38°4′6″N 120°32′23″O / 38.06833, -120.53972. Según la Oficina del Censo, la ciudad tiene un área total de 7.8 km² (3.0 sq mi), de la cual toda es tierra.

## Demografía
Los ingresos medios por hogar en la localidad eran de $33.371 y los ingresos medios por familia eran $48.125. Los hombres tenían unos ingresos medios de $37.269 frente a los $27.778 para las mujeres. La renta per cápita para la localidad era de $19.599. Alrededor del 10.0% de las familias y del 13.0% de la población estaban por debajo del umbral de pobreza.